# سوزان ليمان
سوزان ليمان (بالإنجليزية: Susan Leeman)‏ (من مواليد 9 مايو 1930) هي أخصائية في الغدد الصماء أمريكية وتعتبر من المؤسسين الأوائل لعلم الغدد الصم العصبية.

## بداية حياتها وتعليمها
ولدت سوزان ليمان سوزان إبستين في شيكاغو عام 1930. ولدت والدتها في الولايات المتحدة الأمريكية وهاجر والدها من روسيا إلى مدينة نيويورك. لقد كان والدها عالماً متخصصاً في علم المعادن وقد التحقت والدتها بالكلية في جامعة جورج واشنطن في وقت لم يكن فيه سوى عدد قليل من النساء ضمن صفوف التعليم. عندما كانت ليمان في السادسة من عمرها انتقلت هي وعائلتها إلى كولومبوس أوهايو قبل الانتقال إلى بيت لحم بنسلفانيا. وكعائلة يهودية فإن لأسرة سوزان كانوا هدفاً لمعاداة السامية.
حصلت ليمان على شهادة البكالوريوس من غوشر كوليدج في عام 1951 وشهادة الماجستير والدكتوراه من رادكليف كوليدج في عامي 1954 و1958 على التوالي.

## حياتها المهنيّة
بدأت ليمان حياتها المهنية في جامعة هارفارد في عام 1958، لكنّها انتقلت إلى جامعة برانديز في العام التالي حيث بقيت لمدة 12 عاماً. في عام 1972 وبعد عدم حصولها على المنصب الكامل عادت ليمان إلى هارفارد كأستاذة مساعدة حتى عام 1980. ومن ثم غادرت كلية الطب عندما أدركت أنها لن تُمنح منصباً هناك أيضاً إذ حصلت على منصب ثابت كأستاذة في علم وظائف الأعضاء في كلية الطب بجامعة ماساتشوستس. وفي عام 1992 غادرت ليمان ماساتشوستس للمساعدة في تأسيس قسم الصيدلة في جامعة بوسطن.
اكتشفت ليمان في عام 1974 بنية المادة P وهو الببتيد الذي فاز مكتشفه أولف فون يولر بجائزة نوبل على اكتشافه في عام 1970. كما اكتشفت ببتيد آخر أيضاً وهو نيوروتنسين.
تُعتبر ليمان واحدة من مؤسسي علم الغدد الصم العصبي وذلك بفضل أعمالها.

## الجوائز
أصبحت ليمان أول امرأة تنتخب في الأكاديمية الوطنية للعلوم في علم وظائف الأعضاء وعلم الصيدلة في عام 1991. انتخبت في الأكاديمية الأمريكية للفنون والعلوم في عام 1987. فازت في عام 1993 بجائزة FASEB للتميز في العلوم، وفي عام 2005 فازت بجائزة لجنة ميكا سالبيتر للعلوم العصبية للنساء لأفضل إنجاز مدى الحياة.